# Risar
Risar, risarski tehnik je inženirski tehnik, ki izdeluje podrobne tehnične risbe ali načrte za stroje, zgradbe, elektroniko, infrastrukturo itd. Risarji s pomočjo računalniške programske opreme in ročnih skic pretvorijo načrte, projekte in postavitve inženirjev in arhitektov v sklop tehničnih risb. Delujejo kot podporni razvijalci in skicirajo inženirske načrte in risbe iz idejnih konceptov oblikovanja.
Risar pa je tudi umetnik, ki izdeluje umetniške risbe kot osnovo vsem oblikam likovnega ustvarjanja: grafiki, slikarstvu, kiparstvu in arhitekturi. 